# Eucyclotoma inquinata
Eucyclotoma inquinata é uma espécie de gastrópode do gênero Eucyclotoma, pertencente a família Raphitomidae.